# 中国人民抗日军事政治大学

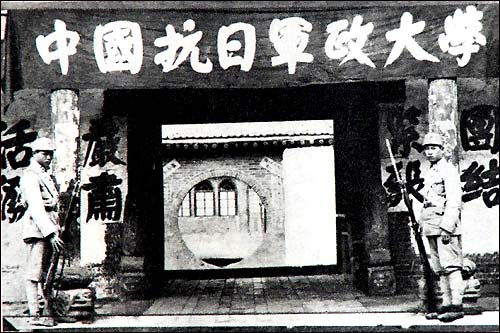
抗日军政大学校门

中国人民抗日军事政治大学，简称“抗日军政大学”或“抗大”，是在中国抗日战争时期，由中国共产党创办的培养军事和政治干部的学校。学生来源最初是驻校轮训中国工农红军的各级部队干部，后来大量招收培训从陕甘宁边区外奔向延安的抗日知识青年。

## 历史
1931年，苏维埃政府创建了红军学校，校址设在瑞金县沙洲坝乡大埠村的大窝。为了纪念郝西史（苏共党员、苏驻广州领事馆副领事，广州起义中被杀），一度将“红军学校”改名为“工农红军郝西史学校”。一共办了五期。学校分军事队和政治队，政治队侧重于政治课，主要学习法律、条例，如《土地法》、《三大纪律八项注意》等。
1933年10月17日，中革军委发出《关于改编红军学校的命令》，把中国工农红军学校分编为红军大学、第一彭杨步兵学校（陈赓任校长、刘希平任政治委员）、第二公略步兵学校（林野任校长，陈铁生、张际春先后任政治委员）、红军通信学校、红军特科学校（培养工兵、炮兵等）、红军卫生学校、红军供给学校、游击队干部学校。1933年10月17日在瑞金西郊六公里处两座小山之间的一块大坪上——沙洲坝大窝村成立的中国工农红军大学，校长兼政委何长工，政治部主任徐梦秋，教育长周昆，训练部长钟伟剑，训练部副部长卢寿椿，校务部长杨至诚。学校俱乐部主任赵品三。宣传科长洪水。下设：高级指挥科（科长彭雪枫）、上级指挥科（科长卢寿椿）、上级政治科（科长李天柱）、上级参谋科（科长苏进）、防空科（科长王智涛），还有一个测绘队。学制为六个月。全校专职教员只有12人，如郭化若、周士第、王智涛、何涤宙、陈时骥、萧劲光、张如心、李翔梧、吴亮平等；另聘请了许多高水平的兼职“教授”，主要是中共中央、中华苏维埃共和国政府和中革军委总部的负责人，以及从前线因事到瑞金的一些红军高级将领。1934年2月，何长工任粤赣军区司令员兼政治委员后，周昆代理校长、徐梦秋代理政治委员。不久，张宗逊任校长兼政治委员。1932年1月，刘伯承到达中央革命根据地，接任中国工农红军大学校长兼政委。“红大”缺乏教材，刘伯承从俄文翻译出“我军最初的战斗条令”，我军的各种军语和名词，也由刘伯承结合我军实际加以审定。刘伯承还把“军官”称呼改为指挥员，“士兵”称为战斗员，“传令兵”改为通信员，“伙夫”改为炊事员，“马夫”改为饲养员，“挑夫”改为运输员。至红军长征，红大已招生三期，培训学员近千人。1934年8月15日，第四期招收上级军事科学员60人，于9月1日前报到。
红军长征前夕，1934年10月1日中华苏维埃共和国中央革命军事委员会决定，中国工农红军大学与红军第一彭杨步兵学校、红军第二公略步兵学校、红军特科学校合并为红军学校。1934年10月10日长征开始后，红军学校改称红一方面军干部团，陈赓任团长，宋任穷任政治委员，钟伟剑（旋由毕士悌）任参谋长，莫文骅任政治处主任，方强任党总支书记，辖三个步兵营、一个特科营、一个上级干部队，共1480余人。原彭杨步兵学校编为第一步兵营；原公略步兵学校编为第二步兵营；第三政治营；原特科学校编为第四特科营；原红军大学编为上级干部队；指挥科、政治科、地方工作科。
1935年8月上旬，沙窝会议决议，红一方面军干部团与红四方面军红军大学合并为中国工农红军大学，倪志亮任校长（未到职），何畏任政治委员，李特任教育长，刘少奇任政治部主任（未到职），莫文骅任党总支部书记，编有上级指挥科（科长张宗逊）、上级政治科（科长李井泉）、特科团（为原红一方面军干部团，韦国清代理团长，宋任穷任政治委员，毕士悌任参谋长，编有骑兵科、工兵科、炮兵科、机枪科，培养基层干部战士），随右路军行动过草地。

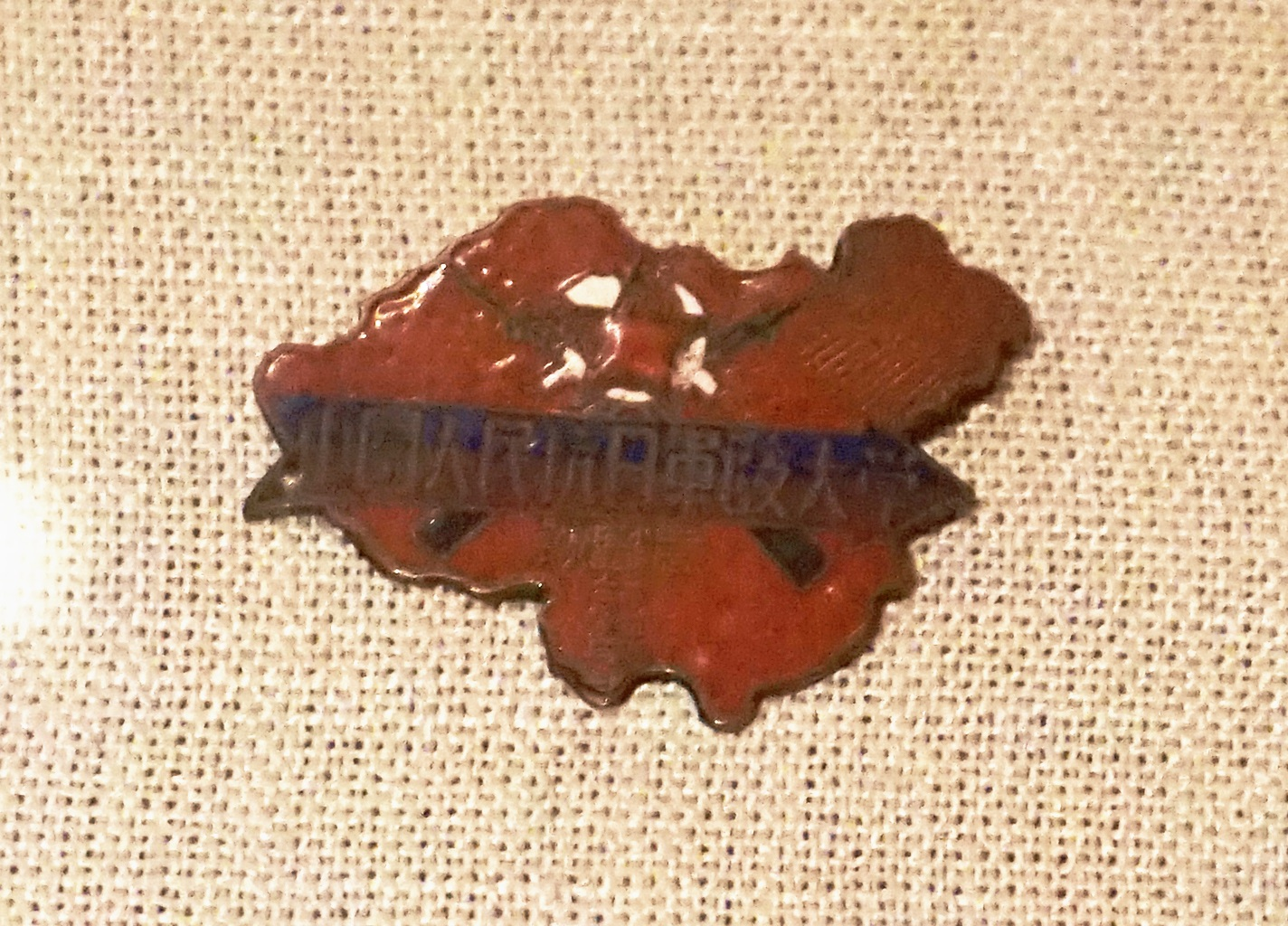
抗日军政大学教职员证章，国家博物馆藏

红四方面军红军大学，为1933年7月恢复设立的红四方面军彭杨学校。1934年11月改为红四方面军红军大学，设高级班、初级班、政治班、特科班、教导队。校长倪志亮，副校长李特。
1935年9月上旬，由于“草地密电”事件，红大特科团中原来中央红军人员跟随中共中央及红一、红三军团北上继续长征。红大余下的人员在卓木碉（今马尔康县脚木足）改组红军大学，校长刘伯承、政委何畏。
在甘肃哈达铺镇，中央红军干部团与红一军团教导营合并为西北红军陕甘支队随营学校，红一军团教导营营长陈奇涵任校长，宋任穷任政治委员，韩振纪任参谋长，莫文骅任政治处主任。
1935年11月，陕甘支队随营学校长征结束后，在永平镇与陕甘宁晋红军军事政治学校合并为西北工农红军学校，周昆任校长，袁国平任政治委员，吴岱峰任副校长，郭化若任训练处处长，莫文骅任政治处主任。
陕甘宁晋红军军事政治学校前身是1931年l0月谢子长、刘志丹领导的西北反帝抗日同盟军政干部训练班。1932年2月，西北工农反帝同盟军扩建为中国工农红军陕甘游击队，军政干部训练班成为军政干部训练队。1932年12月，陕甘游击队改编为红二十六军第四十二师第二团，军政干部训练队改组为红二十六军随营学校。1934年l0月，在甘肃华池南梁地区创办了陕甘边军政干部学校，刘志丹任校长，习仲勋兼任政治委员，吴岱峰任副校长。1935年7月，在陕西延川永坪镇，成立陕甘宁晋红军军政学校，校长吴岱峰，政委郭洪涛。1935年10月，学校又由永坪迁至瓦窑堡。

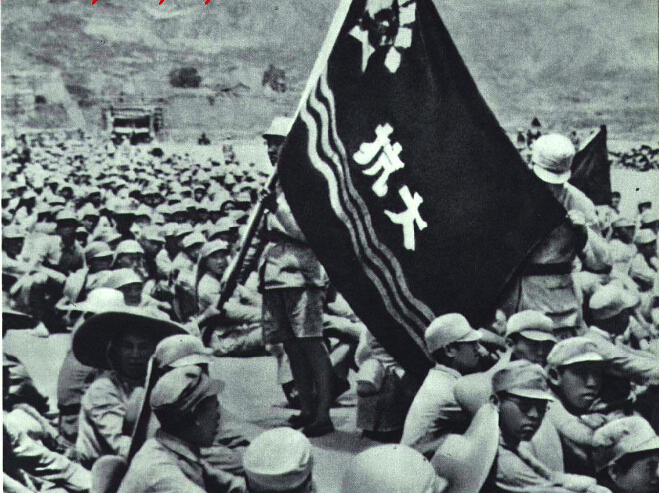
1936年抗日红军大学

1936年2月，中华苏维埃西北革命军事委员会决定，西北工农红军学校扩编为中华苏维埃人民共和国西北抗日红军大学，对外公开招生。1936年4月1日，西北抗日红军大学正式开学，招生600余名，周昆任校长，袁国平任政治委员，吴岱峰任副校长，郭化若任训练处处长，莫文骅任政治部主任，设军事指挥科、政治工作科、游击战争科、特科。
1936年5月14日，毛泽东等在东征归途于黄河西岸延长县交口镇召开政治局扩大会议，毛泽东做了《目前形势与今后战略方针》的报告，提出办红军学校问题：“要办个高些的大的红军学校，否则将来无干部。没有大批干部是不行的，现在不解决这个问题，将会犯罪。”根据会议决策，决定创办红军大学，为即将到来的抗日高潮培养干部。1936年6月1日，中国人民抗日红军大学在陕北瓦窑堡中梁山闾家大院建立，主要干部由毛泽东从红一方面军抽调（当时红二、红四方面军还在长征途中），校长林彪，政委毛泽东（兼任）、校党总支书记莫文骅、教育长罗瑞卿，训练部长刘亚楼，校务部长杨至成。一期共有1038名学员，来自红一方面军与陕北红军，分为三个科：高级科、上级科、普通科，也称一、二、三科。高级科、上级科学制8个月，普通科学制6个月。其中一科学员是红军军级干部和部分师级干部，共有1个队38名学员，包括：罗荣桓（兼一科政委）、罗瑞卿、陈光（兼一科科长）、彭雪枫、陈士榘、谭政、苏振华、杨成武、莫文骅、赵尔陆、刘亚楼、杨立三、张爱萍、王平、彭加伦、耿飙、肖文玖、贺晋年、谭冠三、李涛、周文龙、符竹庭、刘鹏、周建屏、刘惠农、杜理卿（即许建国）、张树才、张经武、张达志、宋裕和、郭述申（一科党支部书记）、黄永胜、张纯清（即张文彬）、邓富连（即邓飞）、吴富善、罗保连（后任359旅717团政治处主任）、童小鹏，以及朝鲜的武亭、越南的洪水等。建国后，一科22位学员为开国将帅。二科设2个队，训练红军营、连干部，共225人，科长周士第/周建屏；以西北抗日红军大学为基础成立三科设6个队，主要训练班、排干部和部分老战士，共800人，科长周昆，政委袁国平。1936年6月21日，高双成部第八十六师的一部突然袭击瓦窑堡，1936年7月红军大学一期的一科、二科随中央机关迁往保安县。保安校舍是学员自己动手挖的窑洞。三科迁驻甘肃环县木钵寺，改为“红大步兵学校”。
红军三个方面军会师后，1936年11月，红四方面军红军大学、红二方面军红军大学的高级科、上级科到达保安县并入了红大的一科、二科；其他随营学校人员到达环县并入了红大三科。红四方面军红军大学校长刘伯承任会师后的红军大学副校长、中央军委总参谋长兼前敌总指挥部参谋长；1937年2月调任援西军司令员，并没有到职抗大。这时，红大一科、二科也称红大一分校；三科称红大二分校或红大二校。为适应野战需要，1936年11月26日红大二校改编为“红军教导师”，约2000余人，校长周昆任师长，政委袁国平任师政委，郭化若任教育长及师参谋长，罗贵波任政治部主任，供给处长张令彬，训练部长及师参谋处长苏静/冯达飞。11月27日，教导师北上环县参加山城堡战役担任阻敌任务。12月1日夜，教导师与陕甘宁边区独立师、尚未编入红大二校的第二方面军随营学校一同夜袭曲子镇及周边之敌。12月6日，召开军人大会，红大二校此时有2000余人编为2个团。第一团政委张平凯。12月下旬，步校移驻庆阳县城。
红二方面军红军大学成立于1936年9月，由红二军团教导营与红六军团教导营合并组建，校长刘伯承、副校长陈伯钧、教育长陈外欧、政治部主任李干辉，设上级指挥科及第一、第二、第三营。
红大第一期学员称为红大一期。一期尚未毕业，西安事变中张学良东北军于1936年12月15日让出了延安城。1937年1月21日红大一期迁入延安。1937年1月20日，红大第二期在延安开学。从二期开始，对社会青年公开招生。二期设四个大队，学员1362人，另驻甘肃庆阳的抗大步校1400余人编为4个营13个队，共2700余人。二期的一大队设1队、2队为红军的军师团级干部，学员有陈赓、罗炳辉、杨得志、张际春、胡耀邦、何长工、周子昆、赖传珠、姬鹏飞、曾希圣、康克清、邵式平、陈奇涵、陈克寒、王诤、刘希平、刘型、刘转连、王集成、王宗槐、乐少华、李干辉、王尚荣、谭友林、戴季英、黄春圃、谢翰文、姚喆、张罕涛、伍云甫、倪志亮、方正平、王赤军、余秋里、汤平、张震、张国华、马文波、谢振华、梁兴初、萧望东、胡立教、贺庆积、李宗贵、赖毅、王维舟、周纯全、黄志勇、李中权、陈宗尧、谭政文、王波、谭家述、曹里怀、姚继鸣等。二、三大队3至8队是红军的连、营干部队，共753人。9至14队为青年学生，共609人，编为四大队，大队长聂鹤亭、政委董必武。另外还成立一个女生区队，共五十九人，其中有贺子珍、康克清等长征干部。1937年1月，驻甘肃环县的红大三科迁到甘肃庆阳城内，改称抗大步兵学校，又称庆阳步兵学校、对外称“红军教导师”。1937年4月，红军大学改称中国人民抗日军政大学，红大二期改称抗大二期，增设教育委员会，主席为毛泽东；林彪任校长，刘伯承任副校长（未到任），刘亚楼任教育长，傅钟任政治部主任，莫文骅任政治部副主任。
抗大一期和抗大二期的学制只经过半年就分别因西安事变、抗战形势高涨而提前毕业，这些毕业生很快就成为新组建的八路军和新四军的主要骨干。1937年8月底，抗大步兵学校已有两期学员毕业分配，未及毕业的学员及一部分工作人员在云阳镇改编为八路军总部随营学校，校长韦国清，政委陈明（1941年在沂蒙山反扫荡中牺牲），教育长阎捷三，政治处主任张正光，开往山西前线，平型关战斗后，随营学校与八路军总司令部转移到汾阳。共编学员队七个，全校共约千余人。1938年2月22日，随营学校由山西洪洞县白石村开往陕北洛川，第四队留延安，其余改称抗大六大队，大队长韦国清、政委陈明，下设第一队至第六队学员700人属于抗大第四期。
第三期就于1937年8月1日正式开学，1938年4月毕业。开学以后，仍有不少新同学前来，学校决定随到随编队。第三期共收学员一千三百七十二人，编为三个大队：一大队是军事队，辖一至三队；二大队是政治队，大队长苏振华/冯达飞，穰明德任政治协理员，辖四队、六队、女生队，五队空缺，四队是军、师一级的高干队，班主任李寿轩，队长兼政治教员李志民。一至六队为红军干部，大多是原四方面军的干部，共六百一十六人。其中有李先念、王树声、许世友、王建安、王宏坤、曾传六、曹祥仁、丁国钰、罗舜初、李寿轩等。第三大队为知识青年大队，大队长刘忠，辖七至九队为青年学生，共三百六十六人。另外还有一个训练老干部的军事队，一百一十二人，一个训练新干部的军事队一百一十人，一个游击训练队六十七人。训练红军普通干部的一个军事队和一个游击训练队，后来编为第四大队，驻瓦窑堡，大队长冯达飞/苏振华。

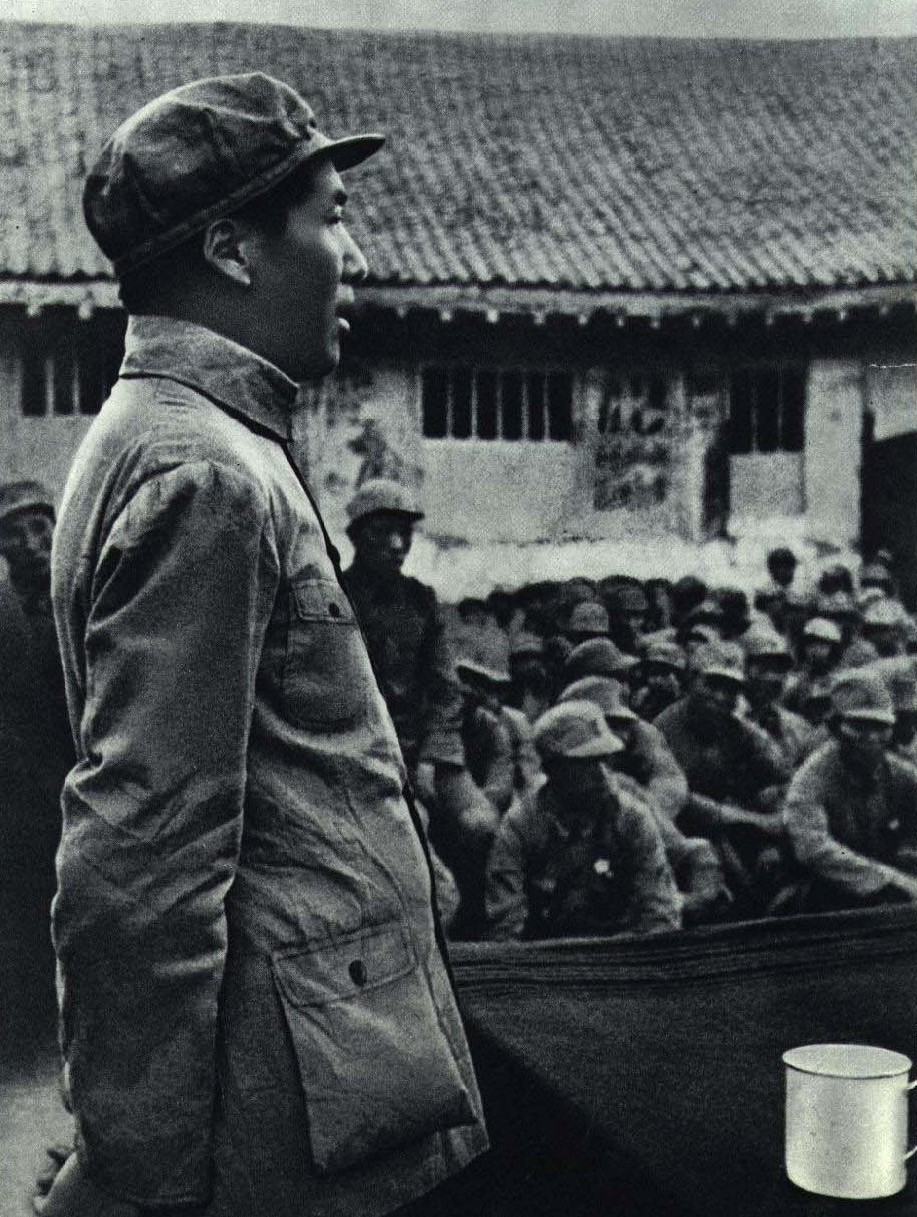
1938年毛泽东在抗日军政大学

第四期于1938年4月16日正式开学，仅五至八月份，经八路军驻西安办事处到延安的就有二千二百八十八人，本期共收学员五千五百六十二人，编为八个大队，四十三个队。其中训练八路军、新四军干部的七个队，九百零七人；训练知识分子的三十一个队，四千六百五十五人，占学员总数的百分之八十。
- 第一大队在瓦窑堡，大队长苏振华，政治委员胡耀邦，政治部主任王赤军，下辖3个支队：
  - 一支队是军事干部队，队长詹才芳，副队长徐德操。一二队驻米粮山上。
    - 一区队培训团以上军事干部。区队长王兆相（同时也是学员）。1938年12月结业。
    - 二区队培训团以上政治干部，队长徐德操兼
    - 三区队驻小东门，训练营连职军事干部
    - 四区队驻城外的齐家湾，训练营连职政工干部。

  - 二支队是政治干部队，队长吴恒富
  - 三支队训练知识青年
- 第二大队为职工大队，在延安附近的柳树店。大队长冯达飞/郭林祥，政治处主任李干辉。1939年3月以二大队为基础创办了工人学校。辖女生队，指导员伍乃茵。
- 第三大队在延安城内，政治处主任钟伟
  - 一队队长洪学智
  - 十四队
- 第四大队在蟠龙，大队长刘忠，协理员黄志勇，军事主任教员李国华
  - 四队
  - 五队队长白浪，政委周光
  - 九队
- 第五大队，驻驻地距离延安20里的延河南岸的柳树店，后迁庆阳，大队长何长工，政治协理员袁子钦
  - 第四队，中队长李文昌、中队指导员黄涤尘
    - 第2区队，区队长杨大易。
- 第六大队（也称“抗大洛川分校”“八路军随营学校”）大队长韦国清、政委陈明。下设第一队至第六队。学员700人。
- 第七大队驻蟠龙。大队长徐德操
- 第八大队，女生六百五十四人，张琴秋任大队长，驻延安。

延安原来的校舍已容纳不下。因此除在延安驻四个大队外，还在瓦窑堡、蟠龙、甘肃的庆阳等地分驻了四个大队。抗大第四期第一、二、六大队于1938年8月毕业，其余各大队至12月分批毕业。
当时毛泽东一再指示：“革命青年”四个大字，就是抗大学生的入学条件；要求做到“革命青年，来者不拒”。中共对投奔抗大的青年实行“来则欢迎，去则欢送，再来再欢迎”的“来去自由”政策，对来延安的知识分子也一律欢迎不加一点限制。作家何其芳回忆：“延安的城门成天开着，成天有从各个方向走过来的青年，背着行李，燃烧着希望，走进这城门。学习，歌唱，过着紧张的快活的日子。然后一群一群地，穿着军服，燃烧着热情，走散到各个方向去。”丁玲在1937年撰写的《七月的延安》中这样描绘：“这是乐园。我们才到这里半年，说不上伟大建设，但街衢清洁，植满槐桑；没有乞丐，也没有卖笑的女郎；不见烟馆，找不到赌场。百事乐业，耕者有田。八小时工作，有各种保险。”各地青年赴延安，或者通过各地党组织、八路军新四军驻各地办事处、或进步团体、新闻媒介和社会名流如邹韬奋的个人介绍；或者参加延安的各学校在在各地的报刊上刊登招生简章并在当地的招生考试。1937年下半年到1938年上半年，全国抗日浪潮风起云涌，蒋介石对延安没有进行封锁，通往延安的八百里秦川畅通无阻。但到了1938年秋天，情况发生变化，蒋介石秘密颁布《限制异党活动办法》，在路上分段设卡，先后设置了咸阳、草滩、三原、耀县、铜川、中部（今黄陵）、洛川等七处关卡，盘查行人，很多青年被抓走送入陕西的青年感化营，在咸阳北门外设立“干四团特训总队”。1938年至1939年，青年投奔延安抗大的潮流进入高峰，据统计当时到延安的学者、艺术家和知识青年大约有6万人。抗大招生名额满了以后，从延安到西安的电线杆上贴上了“抗大停止招生”的消息，但还是有很多青年徒步走来，仍然得到了学习或工作的机会被安排到陕北公学、安吴堡青训班、鲁迅艺术学院等校，没有一个人因无入学名额而被拒绝。
抗大学习内容主要有：马克思主义哲学、政治经济学和科学社会主义、毛泽东军事思想、抗日民族统一战线、中国革命战争的战略问题、抗日游击战和军事常识等，还有国内外形势教育及中国共产党的路线、方针、政策等教育。教学方法采取启发式、研究式和实验式。军事、政治、文化并重，特别注重思想政治教育，强调理论联系实际，学以致用。学员边学习、边战斗、边生产。
1938年11月，毛泽东在抗大干部会上指出：六中全会以后，全中国都要有个整个的布置，教育工作也要有整个的布置，我们决定有组织有系统地把抗大分散到各地方去。随即，抗大总校分出干部和学员，创办了第一、第二分校，并开赴晋东南和晋察冀，抗大总校则改为培养八路军比较高级干部的学校。1938年12月，抗大召开“关于学校改变建制”干部动员大会，毛泽东再次指出：我们党的任务就是要增加力量来停止敌之进攻，准备我之反攻，最基本的推动全盘工作的正确方针是培植干部，去领导千百万群众进行抗日战争。
抗大第五期从1939年1月至1940年1月，学员主要对象为知识青年、华侨青年、国外留学生等，培养抗日军政干部1.33万人（含第一、二、三分校学员数），其中知识青年约占学员总数百分之八十，编为5个大队，41个学员队。1939年6月1日，抗大举行了隆重的“纪念抗大成立三周年”庆祝活动，历时4天。1939年6月20日，中共中央政治局作出《关于抗大陕公本校等迁到晋东南的决定》，决定抗大总校东渡黄河迁往晋东南敌后办学，同时决定以抗大总校部分教职学员为基础在延安建立抗大第三分校，负责培养八路军后方留守兵团的干部及接受附近省、区来校就学的青年。1939年7月10日，遵照中共中央政治局《关于抗大、陕公等学校迁移晋东南的决定》，抗大总校、陕北公学大部分教职学员5000人在副校长罗瑞卿、成仿吾带领下迁往晋东南抗日根据地（太行根据地）与“华北联合大学”合办；留下四个学员队在延安组建抗大三分校。因日军对晋东南根据地进行大规模“扫荡”，总校临时改变行军路线，转道晋察冀根据地，在河北省灵寿县陈庄一带休整两个月后，才继续向晋东南根据地挺进，于1940年2月抵达晋东南地区的武乡县洪水、蟠龙一带继续办学。抗大总校深入敌后办学三年，从1940年4月至1943年1月，先后开办了第六、七、八期，为主力部队和地方武装培养了大批干部。仅校部就大转移过两次：一次从山西省武乡县蟠龙镇一带转移到黎城县霞庄一带；一次从黎城县又转移到河北省邢台县浆水镇一带。一面学习，一面战斗，坚持教学。在此期间，先后取得了1940年10月的洪岭战斗、1942年5月的反“扫荡”战斗和反“蚕食”斗争的重大胜利。
抗大第六期从1940年1月至12月。4900名学员，主要来自八路军干部、新四军和山西青年抗敌决死队等干部，工农家庭出身的学员占抗大第六期学员总数86%，给这期的教学工作带来很大的困难。为对付日伪军的频繁“扫荡”，抗大总校的流动性很大，又先后移驻山西武乡县蟠龙镇、黎城县西井镇、河北邢台县浆水镇等地。
抗大第七期从1941年1月至1942年4月。2551名学员，主要为八路军干部、新四军干部。校址河北邢台县。1941年6月1日，抗大总校在校部前南峪村举行纪念抗大建校五周年活动，历时7天。
抗大第八期从1942年5月至1945年9月。6000多学员，主要为八路军干部、新四军干部。1943年春，抗大总校1000多人由河北省邢台县浆水镇返回陕北绥德。
抗日战争时期，各个大的根据地组建了14所抗大分校，一般由根据地负责人兼任校长。这种做法隐含了和国民党的黄埔军校大搞分校建设进行对垒的意味，国共双方都在积极扩充军校，准备军事干部。
1941年8月，中央军委根据抗战形势和部队发展需要，特别指示抗大总校及各分校：训练干部前后方要有个分工，前方训练步兵干部，后方则主要培养特种兵干部。
1943年1月，为在日军的大扫荡中“保存骨干、培养骨干、迎接伟大的新时期到来”，党中央决定抗大总校率第八期部分教职学员返回陕甘宁边区，在环境比较安定的绥德地区继续办学。总校奉命除留下部分教职学员在太行山区重新组建第六分校，提前毕业部分学员就地分配工作，继续坚持敌后斗争外，率一千多名教职学员冲破日军的重重封锁，行程一千多公里，于1943年3月上旬抵达绥德，与原抗大第三分校（1941年改称延安军事学院）和第二、七分校上干队合并，进行教育训练并开展了整风运动和大生产运动。
1945年“八一五”抗战胜利前夕，为了大反攻和为了迎接抗战胜利后开创新局面的需要，第八期学员六千多人全部毕业，大部分学员当即分赴各个抗日战场，参加对日本侵略军的最后一战。1945年9月，抗日战争取得最后胜利，历时九年多的抗大总校完成了历史使命，宣告结束。
1945年10月，抗大总校在副校长何长工带领下迁往东北，改名为“东北军政大学”。各个分校则组建了华北、华东、西南等军政大学。

## 历任校领导
校长：
| 序号 | 照片 | 姓名   | 任职       | 离职   |
| ---- | ---- | ------ | ---------- | ------ |
| 1    |      | 林彪   | 1937年     | 1943年 |
| 2    |      | 徐向前 | 1943年代理 | 1945年 |

- 政治委员李井泉
- 副校长：刘伯承、罗瑞卿、滕代远、何长工、彭绍辉
- 教育长：罗瑞卿、刘亚楼、许光达、何长工
- 政治部主任：傅钟、莫文骅、张际春、李井泉
- 训练部长：刘亚楼、许光达、陈伯钧、王智涛
- 校务部长：杨立三、杨至成、周文龙
- 政治部副主任：莫文骅、胡耀邦、徐文烈

## 《抗日军政大学校歌》与《抗大毕业歌》
《抗日军政大学校歌》的作词者是二十八个布尔什维克之一凯丰（何克全），呂驥作曲，1937年初所作。 （页面存档备份，存于），歌詞如下：
黄河之滨，

集合着一群中华民族优秀的子孙。

人类解放，救国的责任，

全靠我们自己来担承。

同学们，努力学习，

团结、紧张、严肃、活泼，

我们的作风，

同学们，积极工作，

艰苦奋斗，英勇牺牲，

我们的传统。
 
象黄河之水，汹涌澎湃，

把日寇驱逐于国土之东，
 
向着新社会前进，前进，

我们是劳动者的先锋！
《抗大毕业歌》也称《上前线》，成仿吾词，呂驥作曲，
这是时候了，同学们！

该我们走上前线，

我们没有什么挂牵！纵或有点儿留恋！

学问总不易求得完全，要在工作中去锻炼。

国难已经迫到了眉尖，

谁有心意长期钻研？

我们要去打击侵略者，

怕什么艰难万险！

我们的血沸腾了！

不除日寇不回来相见。

快跟上来吧，我们手牵手。

去同我们的敌人血战！

别了，别了，同学们！

我们再见在前线！

别了，别了，同学们！

我们再见在前线！

## 建制

### 总校
抗大本部设8个大队。学员以从部队抽调干部为主，并招收从全国各地奔赴延安的爱国青年。全校学员最多时达万余人，其中女学员1000余人。
抗大总校有十四个大队。大队长是团级干部。
一九四二年初抗大总校在河北省邢台县浆水镇创办的抗大总校附属陆军中学

### 庆阳步校
八路军总部随营学校。1937年8月25日，中央军委决定撤销中国人民抗日军事政治大学步兵学校（亦称“庆阳步校”），大部分人员分配回部队，余部改编为八路军总部随营学校，对外称国民革命军第十八集团军随营学校。校长韦国清，政治委员张平凯，政治部主任陈明。 

### 一分校
1939年2月，抗大一分校在晋东南的沁縣故縣鎮成立。校长何长工、副校长周纯全。1940年1月，迁至山东沂蒙山区。1941年与滨海师范合并改为滨海建国学院。即现在的临沂大学。注：临沂大学现在是国家设立、山东省政府直属管理的综合性大学，“山东省特色名校工程”重点建设大学。
1940年2月一分校第一大队由贾若瑜大队长，廖海光政委率领下从沂蒙山区出发，经鲁中开赴胶东，于1940年4月到达胶东抗日根据地，在掖县三元村同八路军胶东军政干校会合並合并，正式成立了抗大一分校胶东支校，简称“胶东抗大”。胶东军政干校校长刘汉任支校校长，廖海光任政委，贾若瑜任副校长（不久接任校长），1940年6月1日开学。1941年3月迁入牙山抗日根据地。1941年6月，聂凤智任校长，廖永光任政委，黄经琛任教育长。1941年秋辖三个营共600多学员。1943年5月为贯彻“精兵简政”的方针，胶东支校改为教导第二团，蔡正国任团长，刘浩天任政委。学员共约千人，组成3个营9个队。1947年2月山东教导二团改称华东军政大学胶东分校。校长钟光国、政委周澍，教育长阎继樵。1949年5月南下。
一九四二年八月抗大第一分校在河南省濮阳县琉璃井村创办的抗大第一分校附属陆军中学

### 二分校
1938年12月，以抗大第一大队第一支队和第七大队为基础，及抗大第二、第三、第四大队、陕北公学栒邑分校、西北抗日青年训练班、中央组织部训练班各一部合并组成抗大二分校。陈伯钧（后孙毅）任校长，邵式平任副校长，袁子钦任政治部主任，张平凯任政治部副主任，徐德操任训练部长，吴先恩任供给部长。学校成立后，于1938年12月下旬，分两路由陕北和关中出发，东渡黄河，至1939年1月和2月，先后到达晋察冀边区灵寿县陈庄，后又迁往唐县、完县边境。1941年8月抗大第二分校在河北省灵寿县陈庄一带创办的抗大第二分校附设中学。1942年2月抗大第二分校在河北省唐县阎庄和灵寿县大夫庄创办的抗大第二分校附属陆军中学。1943年2月，返回陕北绥德，并入抗大总校。 
后更名为华北军政大学，建国后相继改名为华北陆军军官学校，华北高级步兵学校，中国人民解放军第六高级步兵学校，中国人民解放军第二高级步兵学校，石家庄高级步兵学校，1961年因国防尖端科研需要组建为国防部第十研究院，院部设于北京市.1965年集体转业为第四机械工业部第十研究院，现为中国电子工程设计院，是国有大型军工和民用兼备的中央级骨干企业。
目前在石家庄的石家庄陆军指挥学院系1974年重建的北京军区军政干部学校，后调归总参，以后陆续改称为石家庄高级步兵学校，石家庄高级陆军学校，军事教育学院，陆军参谋学院，1999年与装甲兵指挥学院合并组建石家庄陆军指挥学院。

### 三分校
1939年6月抗大总校东迁太行后，以留在延安的第五、第一和第二大队各一部为基础在延安组成抗大三分校，负责培养八路军后方留守兵团的干部及从全国各地奔赴延安的革命青年。第一任校长是原抗大总校教育长许光达，后由陈奇涵、郭化若继任。教育长先后为张振风（庄田、庄正风）。政治部主任李逸民，后由黄志勇继任，训练部长李国华。担任过各科教学的专职和兼职教师有何思敬、张庆孚、何干之、陈唯实、沈毅、何鼎义、王若飞、谭政、肖向荣、吴冷西等。
第一期共招收了学员1758人，绝大部分是奔赴延安的外来知识青年。学员编成两个大队及政工队、参谋训练队、东北干部训练队等直属学员队。第一大队大队长胡登高，第二大队大队长何辉燕，直属一队（参谋训练队）队长李国华，直属二队（东北干部训练队）高存信、张学思（张学良之弟）。
1941年10月，工程学校和炮兵团教导营并入第三分校。1941年10月，第三分校第三期学员开学，全校共有4个大队：参谋大队、俄文大队、炮兵大队和工程大队。1941年11月21日，中央军委决定将八路军军政学院第三队、第四队与抗大第三分校合组八路军军事学院。1941年12月1日，八路军军政学院举行开学典礼。12月17日通过的《中共中央关于延安干部学校的决定》中规定：“军事学院为培养团级以上具有相当独立工作能力的军事工作干部的高级与中级学校。”“军事学院直属军委参谋部。”八路军总司令朱德兼任院长，总参谋长叶剑英兼任副院长，郭化若任教育长，陈伯钧为副教育长，黄志勇为政治部主任。军事学院由五部分构成：
- 指挥队（高干队），专门培养团以上军事指挥员，学员从全军选调
- 炮兵队：由抗大三分校的炮兵大队整编而成
- 参谋队：由抗大三分校的参谋队编成。抗大总校在1939年1月成立了参谋训练队，共招收学员 120 名，是我军培养的第一批专业的参谋干部，总校挺进敌后办学后，该队伍划归第三分校建制。毛泽东非常关心这支队伍的教学工作，亲自审核训练计划，并3次为学员讲授军事辩证法。
- 俄文队：由抗大三分校俄文大队整编而成。其历史是：1941年3月俄文队正式成立，学校派晏福生临时负责，开始接受新生。随后，上级任命曹慕岳为俄文队长。学员陆续报名，到5月初达五、六十名，其中有抗大三分校本身的干部和学员，也有中央和军委直属机关、八路军后方留守兵团、陕甘宁边区政府各部门及其他学校的干部和学生。列入抗大三分校的编制序列。6月初，俄文队正式上课。萧三创办的延安文化俱乐部业余俄语班学习过的学员编为一个班，行政上叫作第一区队，教师是曾就读于哈尔滨工业大学的李洁民，主要讲授《俄文文法》，采用的讲义是北平法商学院俄语教授刘泽荣编写的教科书。另一部分学员原来没有学过俄语，编为一个班级，行政上叫作第二区队，教师是张培成。这两个区队被称为俄文第一队。1941年七八月间，从前方战斗部队中抽调回一批具有中学文化程度的连、排级干部，约30多人，到俄文队学习，编为第三区队。汪涵芝为俄文队政治指导员兼党支部书记。后中央军委继续抽调干部到抗大三分校俄文队学习，学校决定成立俄文第二队，白映奎为队长，徐继远为政治指导员。1941年10月，一队、二队、三队合并为俄文大队，常乾坤为大队长，何振亚、何辉燕先后为副大队长，李觉民为政治协理员。常乾坤、王弼、张培成为兼职教员，卢竞如、李洁民、王玉、李海、陈钰、金涛等为专职教员。主要教授语音、词法、会话等课。学员达300余人。设五个教学班级（同时又是5个行政区队）。后来又增设了一个女生区队，共有女生20多名，学习上课时，根据俄语程度，分别参加到其他五个班级（区队），生活上单独编在一起，叫作“第六区队”。1942年6月中央军委决定把俄文队留在延安，成立俄文学校。军委总参谋部的第四局（编译局）与俄文队合并，总参四局局长曾涌泉担任俄文学校校长，王弼任秘书长。俄文学校暨军委四局下设五个处、一个队。原来第四局的两个处保留，继续执行编辑和翻译任务，新成立三个处，即政治处、教务处、校务处。政治处主任叶和玉，接受军委总政治部的领导；教务处长卢竞如，副处长张成功，俄文教员有刘群、李洁民、钟毅、邵天任、李海、金涛等；翻译处长常乾坤，副处长王子野，翻译人员有曹汀、毛掬、常彦卿、舒林、安致远、王禹夫等；编辑处长李辑五，编辑人员有吴凯、李素芳等；校务处长邹载道，副处长吴补元，政治协理员王力华、卢慧权；俄文队队长曹慕岳，副队长杨桢，政治协理员孟华，下面设五个学习区队和一个女生区队。原军事学院俄文队的学员150人全部转入俄文学校。1943年4月，延安大学俄文系也在系主任黄正光（阮庆全，越南人）带领下也转到军委俄文学校。1943年11月，军事学院工程队因不具备单独办校条件，张天恩等21名学生又调回俄文学校，根据他们的俄语程度，分别编入各区队学习。1944年，美国派了一个军事观察组住在延安，鉴于形势发展的需要，1944年7月俄文学校改名为军委外国语学校，增加英文专业，培养英语人才。校长曾涌泉。俄文系主任由教务处长卢竞如兼任，增调杨化飞、赵洵、韩斌、李荣华、唐国华等任俄文教员。在校学生110余人，分四个班上课。英文系主任浦化人（晋冀鲁豫边区高等法院院长），英文教师从延安各机关抽调，兼任教员有柯柏年、陈家康、黄华、马海德等，专任教员有王大才、马牧鸣、朱仲止、唐海、温剑风等。学生有70余人，分编A、B、Ｃ三个班。七大以后，曾涌泉调离外国语学校，中央办公厅主任杨尚昆兼任校长。1945年抗战胜利后，分期分批离开延安，挺进到华北和东北开辟新局面。一部分师生到张家口办学，于1946年1月在华北联合大学文艺学院建立外文系。1946年6月，在文艺学院外文系的基础上成立了华北联合大学外国语学院，院长由浦化人担任。华北联合大学外国语学院即是北京外国语大学的前身。1945年9月俄文系主任卢竞如率学生携延安外国语学校资财、档案等离开了延安前往东北复校（即後来的黑龙江大学俄文系）。
- 工程队：由抗大三分校俄文大队三队编成。历史为：1941年3月中央军委在安塞县筹备成立航空工程学校，对外称第十八集团军工程学校，准备训练飞行员和机械士，拟请苏联派人来授课。苏德战争爆发后，苏方已不可能派人到中国，1941年10月军委决定航空工程学校停办，校长王弼、教务主任常乾坤率学员数十人，调到抗大三分校成立了俄文第三队，队长为陶铁英，政治指导员为刘端祥。 抗战胜利后奔赴东北，成立了东北航空学校。

1942年6月，抗大总校从晋东南敌后抗日根据地返回陕甘宁边区。1943年2月，中央军委任命徐向前为军事学院院长，李井泉为政治委员兼政治部主任。1943年5月延安军事学院的领导机关和抗大总校合并，移居绥德。

### 四分校
1940年3月，抗大四分校在豫皖苏边区的安徽省涡阳县北麻家集成立。前身是新四军游击支队随营学校。后曾改名为雪枫军政大学、华中雪枫大学、华东军政大学、第三高级步兵学校。1952年2月，改建为中国人民解放军总高级步兵学校，即现在的南京陆军指挥学院。

### 五分校
1940年底，抗日大五分校在江苏盐城地区成立。又叫抗大华中总分校，原址位于现江苏省盐城中学北校区内。

### 六分校
1940年，抗大六分校在山西武乡成立。1943年结束。后在六分校基础上组建抗大太行大队，后扩建为抗大太行分校，1945年10月，抗大太行分校并入晋冀鲁豫军政大学。

### 七分校
1941年7月26日，中央军委决定，将八路军第一二〇师教导团（团长喻楚杰）和抗大总校的1个大队在山西兴县李家湾组建抗大七分校。校长彭绍辉、副校长喻楚杰、训练部长方复生。1942年6月抗大第七分校在山西省兴县创办抗大第七分校附属陆军中学（喻楚杰兼校长）。
1943年2月抗大七分校西渡黄河至陕西省绥德地区并入抗大总校。分校附设陆军中学改称抗大附属陆军中学。1943年3月陆军中学奉命迁到合水县城关一带，1943年4月26日以陆军中学重建抗大七分校。陆军中学编为该校第一大队。校长彭绍辉、副校长喻楚杰、政治部主任康永和/杨尚高、教育长方复生，校部驻合水老城镇。 
1944年1月，晋冀鲁豫边区抗大三分校1100余人来到合水县，编为该校七分校第三大队，驻扎在平定川。1944年3月，抗日军政大学第七分校在校长彭绍辉率领下，从合水城关一带先后进入东华池、豹子川、平定川。1944年4月，校部、第一大队和女生队迁到华池县东华池一带。1944年5月，晋察冀边区抗大二分校附中师生1500多人在校长江隆基带领下，辗转来到合水，并入七分校，其中男学员编为该校第二大队，女学员编为两个女生队，驻华池豹子川张岔。张启龙任抗大七分校政委，方富生任教育长。至此，全校教职工800多人，学员达5200多人。
1945年，抗日战争胜利后，七分校完成了历史使命，一大队、三大队分别奉命开赴晋绥、晋冀鲁豫前线，二大队大部分学员回延安，被选送到机要、通讯、炮兵、医务等专业技术岗位工作或深造。
抗日军政大学第七分校校部旧址尚存，有石窑洞三排，东西两侧有土窑洞数排，1963年2月11日被甘肃省人民政府公布为甘肃省文物保护单位。

### 八分校
1941年5月，抗大八分校在皖东的天长境内建立。

### 九分校
1941年9月开始筹建新四军一师抗大分校。新四军军部抗大五分校训练部副部长谢云晖奉命率一部分干部和学员来到苏中，与苏中抗日军政学校合并，成立“抗大苏中大队”，是为抗大九分校的前身，有学员600余人，大队长吴肃，政治委员谢云晖。1941年10月至1942年4月的七个月中，参加过七次反“扫荡”战斗。1942年5月在南通县海复镇，抗大苏中大队改名为抗大九分校，新四军一师师长兼兼苏中军区司令员兼政委、苏中区党委书记粟裕担任校长、政委，教育长张日清，后由杜屏接任，政治部主任谢云晖，副主任刘亚奇。1942年6月中旬即遭九路“扫荡”，九分校跳出封锁圈，乘木帆船在海上飘流十多天，北航弶港镇登陆后，又逢敌伪“扫荡”东台地区，九分校转移至盐阜地区。1942年12月，陈毅代军长到九分校作反“扫荡”动员，决定九分校再返苏中。1943年2月，一旅、三旅、十六旅的三个教导大队和苏中党校并人九分校（此前十八旅教导大队已并入），统一编为三个大队，十个中队和一个直属党训队，全校共1200余人，粟裕仍兼校长、政委，刘季平任副校长，教育长杜屏，政治部主任张崇文（一师政治部宣教部长），政治部副主任兼主任教员姚耐，参谋长廖昌金，政治教员、文教股长鲍汉青，宣教股长杨芝，日籍冈本进教日语和刺杀、武器知识。在建校一年时间里，九分校行军移营百余次，行程3000余里，平均每周行军移营两三次，每次约20里。培训毕业700多学员。1942年底，敌方对苏中将进行重点“清乡”。苏中区党委和一师决定九分校南下苏南溧水地区的16旅地域。渡长江，过宁沪铁路封锁线，1943年2月中旬九分校到达溧水县的铜山地区。但国军三战区部队包围了苏南新四军，其主力第52师、192师于1943年4月12日凌晨向西线九分校防御阵地发起猛烈进攻。九分校全体人员顽强抗击。为了保存有生力量，特别是保存九分校，粟裕急电16旅掩护九分校突围，转入敌后待机北上。经两昼夜激战，九分校于4月14日突出重围。这次战斗九分校伤近100人，亡108人，包括老红军干部(其中团干三人)，参军的青年学生，还有归国抗日的华侨青年。1943年5月，分校奉命令渡江北上至淮南二师地区。为了给九分校提供一处休整办学的地方，抗大八分校于1943年6月撤离军部所在地天长县龙岗镇，将学员养的猪、种的菜全部交给九分校。九分校进驻龙岗稳定地正规办学。1943年7月撤销大队建制，缩编为五个队。1944年5月学员全部毕业，校部机构和留下的干部转入新建的苏中公学，九分校完成了历史使命。三年时间里一共办了五期，毕业学员3300余人，成为新四军一师、六师骨干。

### 十分校
一九四二年二月新四军第五师在湖北省随县白兆山区创办的抗大第十分校。
1945年5月，新四军第七师在安徽省无为县山水涧团山里创办了一所抗大分校，全称是中国人民抗日军政大学皖江区第十分校。其前身是1941年5月1日组建新四军第七师时在无为县的大王家村设立的教导大队，大队长袁大鹏，下辖两个中队：一个队是由部队调来的基层干部队，负责培养军事指挥干部；另一个队是接收地方新参加工作、具有初中或高小文化水平的知识青年，负责培养部队的文化教员、青年干事等政工干部。1943年抗大华中总分校结束，学员分配到各部队，干部和教员都被分配到抗大各分校。当时第七师尚未成立抗大分校，这批教员和干部到第七师后，被分配到师教导大队工作。这时教导大队已由2个队扩大到4个队：一队是营以上干部队，二队是连级干部队，三、四队是班排级干部队。1943年春夏之季，日军连续对皖江抗日根据地核心区大规模残酷“扫荡”，企图捕捉歼灭新四军第七师首脑机关和在巢无地区的主力；桂系顽固派军队也配合两次进犯巢无中心区。这种情况下，第七师师部决定暂不开办抗大分校，为减少暴露目标采取分散办学的方式，以便更好保存干部和教学骨干，继续为部队培训干部。除师部留下1个队以外，由王韬、尚民带领1个队转移到含和地区；路坚带1个队转移到沿江支队；王俊、阮吉祥带领1个队转移到皖南支队；大队长袁大鹏调往部队任团长，师部教导大队的建制暂时取消。1944年秋形势开始有所缓和，第七师不断发展和壮大，师领导决定以原教导大队留在师部的1个队为基础建立师（皖江军区）干部训练班，杜剑华任训练班主任，培训部队的营团职以上干部。1945年初春，日军紧缩兵力，第七师已发展到3万余人，但干部少、素质低；为迎接大反攻，迅速提高部队战斗力，培养大批军政干部，1945年4月第七师领导研究决定正式成立抗大十分校，报经新四军军部批准，在原来教导大队和师部干部训练班的基础上，在安徽省无为县山水涧团山里正式成立，简称七师抗大十分校。七师抗大十分校学习过的学员有1000多名。1945年9月间新四军第七师奉命北撤到苏北淮阴。1945年10月抗大十分校正式改名为第七师干部随营学校，由陆学斌负责。
- 校长：代师长谭希林兼
- 政委：师政委曾希圣兼
- 教育长陈仁洪
- 副教育长杜剑华
- 政治协理员（政治处主任）阙中一
- 总支书记田志春/王继松，干事郑人觉，政治指导员杨禵
- 特派员邵占甫
- 俱乐部主任庄达
- 校部技术书记是许平
- 军训股长蔡，教员楼少文、梁血夫、李培泽、韩旭等。
- 政教股长郑康，教员田兰田等
- 总务股长吴，下设管理员、会计王泽娟和卫生所庞军医
- 一队（军事队）队长赵刚，政治指导员舒政。
- 二队（军事队）队长韩文甫，政治指导员单扬。
- 三队（地方武装干部队）队长张振中，政治指导员张中琪。
- 四队（政工干部队）队长，政治指导员
- 五队（学生队）队长汪伯昆，政治指导员张平。为部队培养文化教员、文工团员、书记、文书等
- 代培地方干部训练班，学员大都是在敌占区暴露了身份的地方干部

### 太岳分校
一九四四年十月在山西省阳城、沁水一带由抗大总校太岳大队扩建的抗大太岳分校
一九四二年春抗大总校太岳大队在山西省沁源县创办的太岳陆学中学

### 太行分校
一九四五年春在河北省涉县由抗大第六分校太行大队扩建的抗大太行分校